# Ernie Bot
Ernie Bot (en xinès, wénxīn yīyán), nom complet Enhanced Representation through Knowledge Integration, és un producte de servei de chatbot d'IA de Baidu, en desenvolupament des del 2019. Es basa en un gran model de llenguatge anomenat "Ernie 3.0-Titan". Va ser llançat el 17 de març del 2023.
El 20 de març del 2023, Baidu va anunciar al seu WeChat oficial que el servei al núvol Wenxin Yiyin hauria d'estar disponible el 27 de març, però el llançament es va retardar fins a una data desconeguda. Baidu va llançar Wenxin Qianfan, una plataforma de servei de models de llenguatge gran a nivell empresarial. Wenxin Qianfan inclou no només Wenxin Yiyin, sinó també un conjunt complet de Wenxin Big Model de Baidu i la cadena d'eines de desenvolupament corresponent.